# مدسکیپ
مدسکیپ (به انگلیسی: Medscape) وب سایتی است که دسترسی به اطلاعات پزشکی را برای پزشکان و محققان حوزه پزشکی فراهم می‌کند. این سازمان همچنین برنامه آموزش مداوم برای پزشکان و سایر متخصصان بهداشتی را نیز ارائه می‌دهد. این سایت شامل مقالات ژورنال‌های پزشکی، آموزش مداوم پزشکی (CME)، نسخه‌ای از پایگاه داده مدلاین، کتابخانه ملی پزشکی، اخبار پزشکی و اطلاعات دارویی (مدسکیپ دراگ رفرنس یا MDR) است. مدسکیپ هفت مجله الکترونیکی دارای داوری همتا منتشر می‌کند.

## تاریخچه
مدسکیپ در ۲۲ مه ۱۹۹۵ توسط SCP کامینوکیت، آی‌ان‌سی. تحت مدیر عاملی پیتر فیشاف راه اندازی شد. اولین ویراستار مدسکیپ یک دکتر به نام استفن اسمیت بود. در سال ۱۹۹۹، جورج دی. لوندبرگ سردبیر مجله مدسکیپ شد. لوندبرگ به مدت هفده سال قبل از پیوستن به این مجموعه، به عنوان سردبیر مجله انجمن پزشکی آمریکا خدمت می‌کرد.
در سپتامبر ۱۹۹۹، مدسکیپ، آی‌ان‌سی. وارد بورس شد و معاملات خود را در نزدک تحت نماد «MSCP» آغاز کرد. در سال ۲۰۰۰، مدسکیپ با مدیکال لاجیک، آی‌ان‌سی، یک شرکت عمومی دیگر، ادغام شد. مدیکال لاجیک ظرف ۱۸ ماه اعلام ورشکستگی کرد و مدسکیپ را در دسامبر ۲۰۰۱ به WebMD فروخت. در سال ۲۰۰۸، قرارداد لوندبرگ با WebMD فسخ گردید. این مسئله در سال بعد باعث شد مجله پزشکی مدسکیپ انتشار خود را متوقف کرد. در ژانویه ۲۰۱۳، اریک توپول به عنوان سردبیر مدسکیپ انتخاب شد و در همان سال، لوندبرگ به عنوان سردبیر به این سازمان بازگشت.
در سال ۲۰۰۹، WebMD یک برنامه iOS از مدسکیپ را منتشر کرد و دو سال بعد نسخه اندرویدی آن را عرضه نمود. در سال ۲۰۱۵، «مدسکیپ سی‌ام‌ای و آموزش» را در iOS راه اندازی شد. در سال ۲۰۲۱، این سایت شرکت مدسکیپ انگلستان را راه اندازی کرد تا تجارت خود را در بریتانیا گسترش دهد.

## انتقادات
در سال ۲۰۱۲، یونی فریدوف، دانشیار پزشکی خانواده در دانشگاه اتاوا و مدیر پزشکی مؤسسه پزشکی باریاتریک مقاله‌ای با عنوان «چرا دیگر نمی‌توانم به مدسکیپ اعتماد کنم» به چاپ رساند. او در این مقاله نوشت که مدسکیپ «با اطلاع‌رسانی نادرستِ فعال به پزشکان، بیماران را در معرض خطر قرار می‌دهد.» او دلیل این عدم اعتمادش را بررسی ضعیف مطالعاتی که مدسکیپ بر روی محتوای پزشکی خود انجام می‌دهد، عنوان نمود
در سال ۲۰۱۶ یک نظرسنجی از پزشکان نشان داد WebMD و شرکت خواهرش مدسکیپ اطلاعات پزشکی ناقص و فاقد عمق و همچنین موارد متعددی از اطلاعات نادرست در سایت‌های خود دارند. مطالعه بر روی مدسکیپ و WebMD همچنین نشان داد که هر دو سرویس فاقد بی‌طرفی هستند و به‌طور بالقوه بر اساس پرداخت‌های بسیار بالا (در مقایسه با دیگر رقبای صنعتی شان) از صنعت داروسازی، سوگیری مثبت در قبال آنها از خود نشان می‌دهند.